# Aurimas Kieža
Aurimas Kieža (Vilnius, 25 ottobre 1982) è un ex cestista lituano.

## Palmarès
- BBL Challenge Cup: 1

Juventus Utena : 2010-11